# Boeing KC-135 Stratotanker
Boeing KC-135 Stratotanker este un avion militar de realimentare în aer.  
KC-135 a fost prima aeronavă cisternă de realimentare cu combustibil din Forțele Aeriene ale SUA. KC-135 a fost inițial însărcinat cu realimentarea bombardierelor strategice și a fost folosit în războiul din Vietnam și mai târziu în conflicte, cum ar fi Operation Desert Storm, pentru a extinde gama și rezistența avioanelor de vânătoare și a bombardierelor tactice americane. 
KC-135 a intrat în serviciul Forțelor Aeriene ale Statelor Unite (USAF) în 1957 și este una dintre cele șase aeronave militare cu aripă fixă cu peste 50 de ani de serviciu continuu la operatorul său inițial. 
Studiile au concluzionat că  durata de viața a aeronavelor ar putea fi prelungită până în 2040, deși costurile de întreținere au crescut considerabil. KC-135 va fi parțial înlocuit de Boeing KC-46 Pegasus.
Asemeni avionului comercial Boeing 707, KC-135 a fost dezvoltat din prototipul Boeing 367-80, denumit "Dash-80". Modelul KC-135 are un aspect similar cu modelul 707, dar are un fuzelaj mai îngust și este mai scurt decât 707. KC-135 a fost dezvoltat anterior modelului 707 și este structural diferit de avionul civil. Denumirea inițială dată de către Boeing a fost Model 717.

## Modernizări
Toate modelele KC-135 au fost inițial echipate cu motoare Turbojet Pratt & Whitney J-57-P-59W, care au produs o presiune uscată de 10.000 lbf (44 kN) și o presiune umedă de aproximativ 13 000 lbf (58 kN). Noile motoare CFM56-2 sunt motoare de tipul turbofan by-pass.
Cel de-al doilea program de modificare a modernizat 500 de aeronave cu noi motoare turbofan CFM Internațional CFM56 (denumire militară: F108) produse de General Electric și Snecma. Motorul CFM56 produce o forță de tracțiune de aproximativ 22,500 lbf (100 kN), o creștere de aproape 100% față de motorul original J-57. Cisterna modificată, denumită KC-135R (modificată KC-135A sau E) sau KC-135T (modificată KC-135Q), poate transporta până la 50% mai mult combustibil și are un cost de operare cu 25% mai puțin decât cu motoarele anterioare. De asemenea, este semnificativ mai silențios decât KC-135A, nivelurile de zgomot la decolare fiind reduse de la 126 la 99 de decibeli.
Pentru a extinde capacitățile KC-135 și pentru a-și îmbunătăți fiabilitatea, avionul a suferit o serie de upgrade-uri avionice. Printre acestea, programul Pacer-CRAG (CRAG = Compass, Radar și GPS) care a rulat din 1999 până în 2002 a modificat toate avioanele prin eliminarea Navigatorului din echipajul de zbor. Sistemul de gestionare a combustibilului a fost de asemenea înlocuit. Dezvoltarea programului a fost realizată de Rockwell Collins în Iowa, iar instalarea a fost efectuată de BAE Systems la aeroportul Mojave din California. 
Blocul 40.6 permite KC-135 Gestionarea globală a traficului aerian. Ultimul upgrade la blocul KC-135, programul Block 45 adaugă un nou afișaj digital în cockpit, altimetru radio, autopilot digital, director digital de zbor și actualizări ale computerului. Instrumentele analogice originale au fost înlocuite. Rockwell Collins a furnizat modulele avionice, iar lucrările de modificare se fac la Tinker AFB. 
Varianta KC-135Q a fost modificată pentru a transporta combustibilul JP-7 necesar aeronavei Lockheed SR-71 Blackbird, prin separarea lui JP-7 de la alimentarea cu combustibil proprie a KC-135 (rezervoarele de caroserie care transportă JP-7, -4 sau JP-8). De asemenea, aeronava cisternă a avut nevoie de sisteme speciale de combustibil pentru a deplasa diferiții combustibili între diferite tancuri. 
Când modelul KC-135Q s-a modernizat cu motoarele CFM-56, a fost proiectat modelul KC-135T, capabil să separe rezervoarele principale de rezervoarele din aripi de unde KC-135 își trage carburantul. Singura diferență externă dintre un KC-135R și un KC-135T este prezența unei ferestre clare pe partea inferioară a carcasei KC-135T unde se montează o lumină de control controlată la distanță. De asemenea, are două porturi de alimentare la sol, amplasate pe fiecare roată din spate, astfel încât echipajele de la sol pot combina atât rezervoarele din caroserie, cât și rezervoarele separate din aripă.
Aeronavele KC-135R sunt utilizate în principal pentru misiuni de extindere a forței și operații speciale și sunt echipate cu echipaje de înaltă calificare pentru receptoare. Dacă nu sunt utilizate pentru misiunea receptorului, aceste aeronave pot fi transportate ca orice alt KC-135R.  
Prin modificarea sistemelor de alimentare cu puncte multiple (MPRS) se adaugă plăcuțele de alimentare cu combustibil la aripile KC-135. Pod-urile sunt de tipul Flight Refueling Limited (FRL) MK.32B și se alimentează prin metoda sondei. Acest lucru permite cisternei să alimenteze simultan două receptoare. 
Un număr de aeronave KC-135A și KC-135B au fost modificate în configurații EC-135, RC-135 și OC-135 pentru utilizarea în mai multe roluri diferite (deși acestea ar putea fi considerate și variante ale familiei C-135 Stratolifter).

## Istorie operațională
KC-135 a fost inițial achiziționat pentru a sprijini bombardierele comandantului aerian strategic, dar până la sfârșitul anilor 1960, capacitatea KC-135 Stratotanker ca multiplicator de forță a ajuns în prim plan în teatrul de Sud-Est al Asiei.   
Realimentarea în aer a bombardierelor F-105 și F-4, precum și bombardierele B-52 au permis atingerea unor ținte de bombardare îndepărtate și au permis desfășurarea misiunilor de luptă pe perioade de timp de nivelul orelor, spre deosebire de câteva minute din cauza rezervelor limitate de combustibil. 
Echipajele KC-135 au alimentat atât aeronavele Forțelor Aeriene, cât și cele ale Forțelor Navale ale SUA deși a fost nevoie să modifice modul de conectare întrucât aeronavele Forțelor Navale ale SUA nu erau adaptate pentru alimentarea prin  sondă. De asemenea, echipajele au ajutat  la recuperarea de aeronave avariate, care zburau în timp ce erau alimentate cu combustibil până la  un loc de aterizare (în special cele cu rezervoare de carburant perforate). KC-135 și-au continuat rolul tactic de sprijin în conflicte ulterioare, cum ar fi Operațiunea Desert Storm.
Comandamentul de Mobilitate Aeriană (AMC) gestionează 414 stratotankere, dintre care Comandamentul Rezervei Forțelor Aeriene (AFRC) și Garda Națională Aeriană (ANG) zboară 247 în sprijinul misiunii AMC din mai 2014. KC-135 este una dintre puținele tipuri de aeronave militare cu peste 50 de ani de serviciu continuu, cu operatorul său inițial.
În anul 2013, Israelului i s-a oferit din nou posibilitatea de achiziție a aeronavelor de tipul KC-135, după ce a refuzat de două ori aeronavele învechite.  IAF a respins oferta pentru KC-135E, dar a spus că va lua în considerare o ofertă de KC-135R.
Pe lângă rolul său principal de realimentare a aeronavelor, KC-135, desemnat NKC-135, a asistat în mai multe proiecte de cercetare de la Centrul de Cercetare a Zborului Dryden de la NASA, din cadrul Biroului Forțelor Aeriene Edwards din California. De asemenea, NASA a operat mai multe aeronave KC-135 (fără echipamentul de tanc) instalat ca avionul lor Vomit Comet cu simulator de gravitație zero. Versiunea cea mai lungă (1973 - 1995) a fost KC-135A, AF Ser. 59-1481, numit Weightless Wonder IV și înregistrat ca N930NA.

## Operatori
Chile
- Chilean Air Force foloseste 3 KC-135E.

 Franța
- French Air Force foloseste 11 C-135FR si 3 KC-135R.

 Singapore
- Republic of Singapore Air Force foloseste 4 KC-135R

 Turcia
- Turkish Air Force foloseste 7 KC-135R.

 Statele Unite ale Americii
- NASA (until 2004)

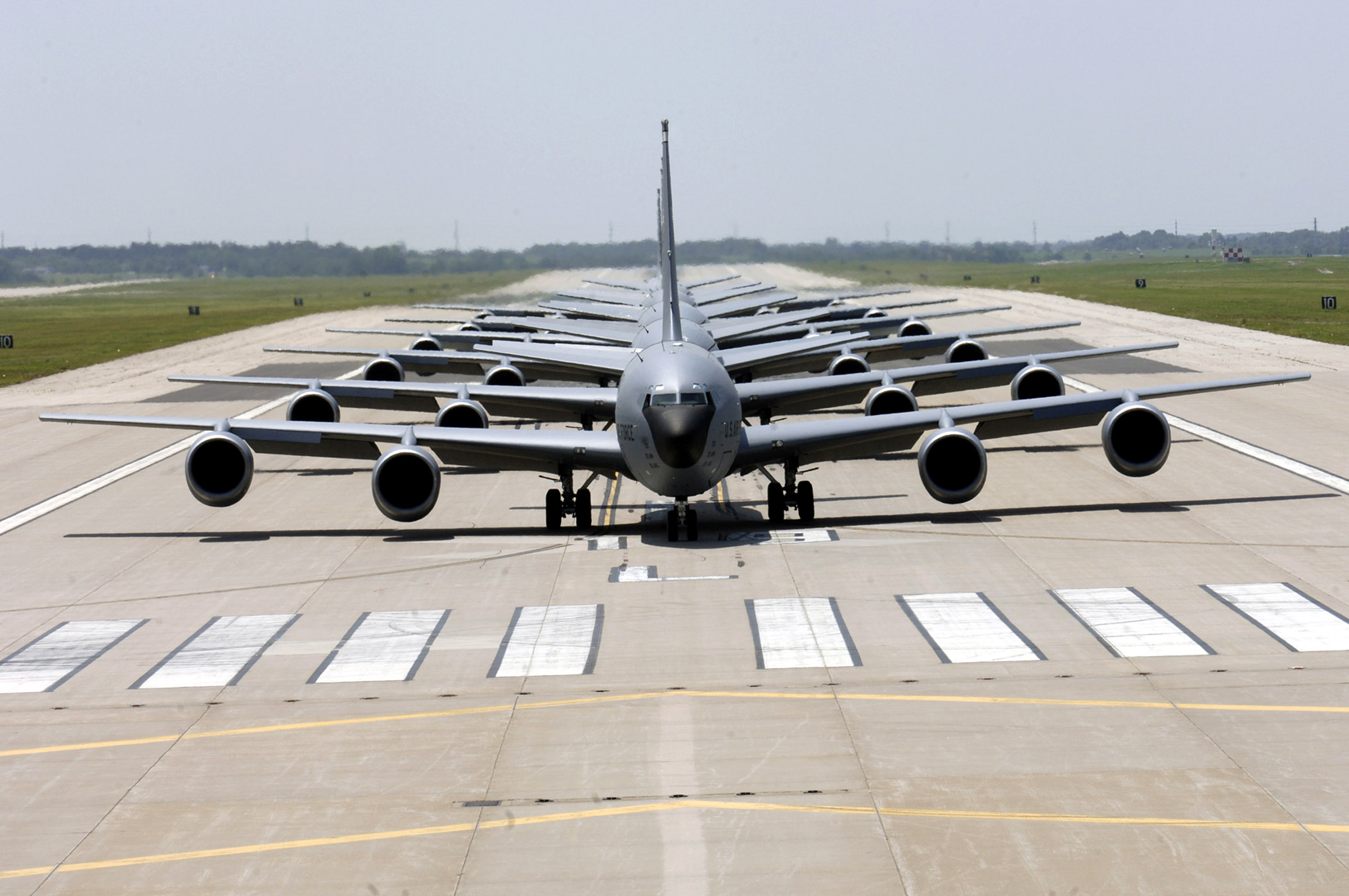
Sase KC-135 Stratotanker

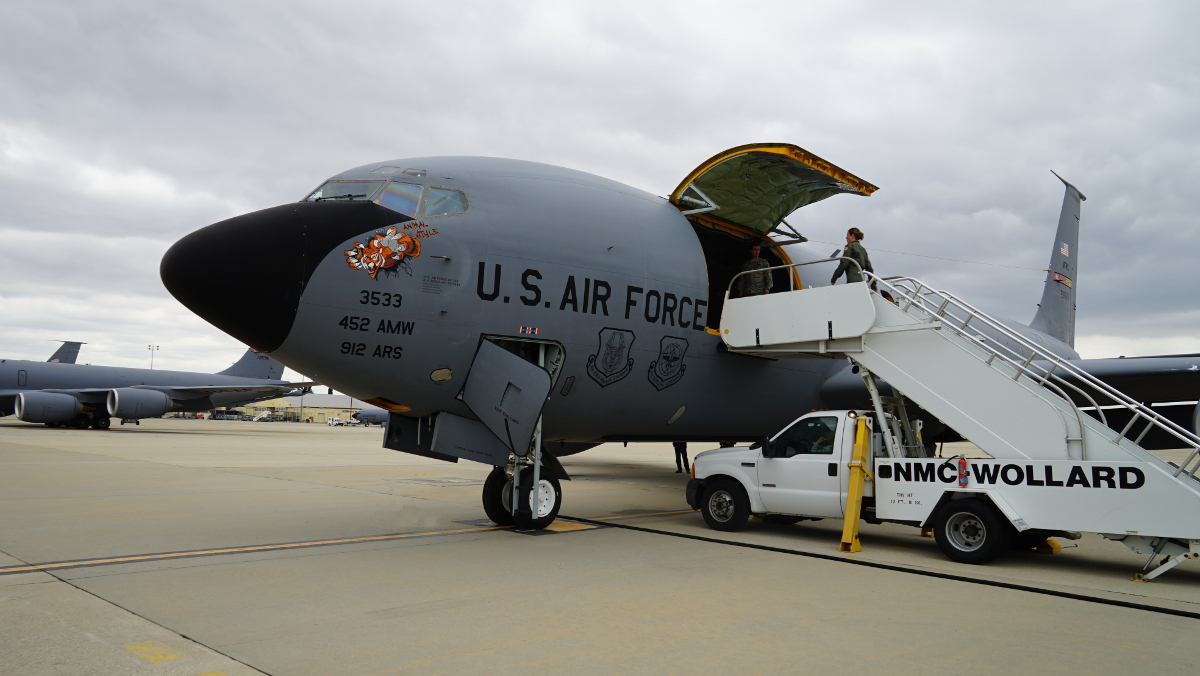
USAF KC-135 al 452d AMW la March Air Reserve Base

United States Air Force foloseste 415 KC-135 la data de septembrie 2012.
Air Combat Command
- 57th Wing - Nellis Air Force Base, Nevada

509th Weapons Squadron  - Fairchild Air Force Base, Washington
Air Education and Training Command
- 97th Air Mobility Wing  – Altus AFB, Oklahoma

54th Air Refueling Squadron
55th Air Refueling Squadron
Air Force Materiel Command
- 412th Test Wing - Edwards AFB, California

412th Flight Test Squadron
418th Flight Test Squadron
Air Mobility Command
- 6th Air Mobility Wing – MacDill AFB, Florida

91st Air Refueling Squadron
99th Air Refueling Squadron – Birmingham, Alabama
911th Air Refueling Squadron – Seymour-Johnson AFB, North Carolina
- 22d Air Refueling Wing – McConnell AFB, Kansas

64th Air Refueling Squadron - Pease ANGB, New Hampshire
344th Air Refueling Squadron
349th Air Refueling Squadron
350th Air Refueling Squadron
384th Air Refueling Squadron
- 92d Air Refueling Wing – Fairchild AFB, Washington

92d Air Refueling Squadron
93d Air Refueling Squadron
912th Air Refueling Squadron - March ARB, California
- 375th Air Mobility Wing – Scott AFB, Illinois

906th Air Refueling Squadron
Pacific Air Forces
- 15th Wing - Hickam AFB, Hawaii

96th Air Refueling Squadron
- 18th Wing – Kadena AB, Japonia

909th Air Refueling Squadron
United States Air Forces in Europe
- 100th Air Refueling Wing – RAF Mildenhall, Anglia

351st Air Refueling Squadron
Air Force Reserve Command
- 434th Air Refueling Wing – Grissom ARB, Indiana

72d Air Refueling Squadron
74th Air Refueling Squadron
- 452d Air Mobility Wing – March ARB, California

336th Air Refueling Squadron
- 459th Air Refueling Wing – Andrews AFB, Maryland

756th Air Refueling Squadron
- 507th Air Refueling Wing – Tinker AFB, Oklahoma

465th Air Refueling Squadron
730th Air Mobility Training Squadron
- 916th Air Refueling Wing – Seymour Johnson AFB, North Carolina

77th Air Refueling Squadron
- 927th Air Refueling Wing - MacDill AFB, Florida

63d Air Refueling Squadron
- 931st Air Refueling Group - McConnell AFB, Kansas

18th Air Refueling Squadron
Air National Guard
- 101st Air Refueling Wing – Bangor, Maine

132d Air Refueilng Squadron
- 108th Air Refueling Wing  – McGuire AFB, New Jersey

141st Air Refueling Squadron
150th Air Refueling Squadron
- 117th Air Refueling Wing – Birmingham, Alabama

106th Air Refueling Squadron
- 121st Air Refueling Wing  – Rickenbacker ANGB, Ohio

166th Air Refueling Squadron
- 126th Air Refueling Wing – Scott AFB. Illinois

108th Air Refueling Squadron
- 127th Wing – Selfridge ANGB, Michigan

171st Air Refueling Squadron
- 128th Air Refueling Wing - Milwaukee, Wisconsin

126th Air Refueling Squadron
- 134th Air Refueling Wing – Knoxville, Tennessee

151st Air Refueling Squadron
- 137th Air Refueling Wing - Tinker AFB, Oklahoma

185th Air Refueling Squadron
- 141st Air Refueling Wing – Fairchild AFB, Washington

116th Air Refueling Squadron
- 151st Air Refueling Wing – Salt Lake City, Utah

191st Air Refueling Squadron
- 154th Wing – Hickam AFB, Hawaii

203d Air Refueling Squadron
- 155th Air Refueling Wing – Lincoln, Nebraska

173rd Air Refueling Squadron
- 157th Air Refueling Wing – Pease ANGB, New Hampshire

133d Air Refueling Squadron
- 161st Air Refueling Wing – Phoenix, Arizona

197th Air Refueling Squadron
- 168th Air Refueling Wing – Eielson AFB, Alaska

168th Air Refueling Squadron
- 171st Air Refueling Wing – Pittsburgh, Pennsylvania

146th Air Refueling Squadron
147th Air Refueling Squadron
- 185th Air Refueling Wing  – Sioux City, Iowa

174th Air Refueling Squadron
- 186th Air Refueling Wing – Meridian, Mississippi

153d Air Refueling Squadron
- 190th Air Refueling Wing – Topeka, Kansas

117th Air Refueling Squadron

## Caracteristici generale
- Echipaj: pilot, co-pilot și operatorul dispozitivului de realimentare
- Capacitate: 80 pasageri
- Capacitate utilă: 37.000 kg
- Lungime: 136 ft 3 in (41,53 m)
- Aripă: 130 ft 10 in (39,88 m)
- Înălțime: 41 ft 8 in (12,70 m)
- Suprafața aripilor: 2,433 ft² (226 m²)
- Greutate (gol): 44.663 kg
- Încărcătură utilă: 90.700 kg
- Greutate încărcată: 135.000 kg
- Greutatea maximă la decolare: 322.500 lb (146.000 kg)
- Încărcare maximă cu combustibil: 90.719 kg
- Motoare: 4x CFM International CFM56 (F108-CF-100) turbosuflante, 96,6 kN
- Viteză maximă: 580 mph sau Mach 0,9 (933 km/h)
- Viteza de croazieră: 530 mph sau (Mach 0,78) (853 km/h) la 30,000 picioare (9,144 m)
- Autonomie de zbor: 1,500 mi (2,419 km) cu 68,039 kg de combustibil de transfer
- Plafonul de serviciu: 50.000 ft (15.200 m)
- Rata de urcare: 4.900 ft / min (1.490 m/min)